# Green Spring (Wirginia Zachodnia)
Green Spring – jednostka osadnicza w Stanach Zjednoczonych, w stanie Wirginia Zachodnia, w hrabstwie Hampshire.